# Relaciones China-Colombia
Las relaciones entre la República Popular China y la República de Colombia son relaciones exteriores entre ambos países. Ambas naciones son miembros del Grupo de los 77 y de las Naciones Unidas.

## Historia
El contacto entre China y Colombia se remonta a los primeros días del Imperio Colonial Español en América y en las Filipinas. Del siglo XVI al XVII, personas, bienes y noticias viajaban entre China y España, principalmente por medio de Manila a Acapulco por el Galeón de Manila. Desde allí, muchos bienes y servicios continuaban hacia Lima, Perú, haciendo escala en el actual territorio colombiano.
Después de la Segunda Guerra Mundial, Colombia estableció relaciones diplomáticas con la República de China (Taiwán) en 1949. Durante la Guerra de Corea, tanto Colombia como la República Popular China (PRC) lucharon en lados opuestos en el conflicto. En septiembre de 1977, un grupo de colombianos de todas las tendencias políticas e ideológicas y de todos los orígenes sociales; se organizaron en la Asociación de Amistad Colombia-China, que comenzó a actuar bajo las premisas establecidas por su contraparte china y que buscaba apoyar la causa del establecimiento de relaciones entre la República Popular China y Colombia basadas en la Una sola China, y ampliar el espacio de reconocimiento cultural e histórico independientemente de la afiliación política o ideológica.
El 7 de febrero de 1980, Colombia estableció relaciones diplomáticas con la República Popular China y rompió las relaciones diplomáticas con Taiwán según la política de Una sola China. Desde el establecimiento de las relaciones diplomáticas se han realizado encuentros de alto nivel y se ha fortalecido una relación de amistad en diversas áreas como la cooperación multilateral, técnica, educativa, cultural, militar, económica y comercial, entre otras.
En 1985, el primer ministro chino Zhao Ziyang realizó una visita a Colombia, convirtiéndose en el primer jefe de gobierno chino en visitar la nación. Durante su visita, el primer ministro Zhao se reunió con el presidente colombiano Belisario Betancur. En 1996, el presidente colombiano Ernesto Samper realizó una visita a China, convirtiéndose en el primer presidente colombiano en visitar China. A partir de las visitas iniciales, habría varias visitas de alto nivel entre líderes de ambas naciones.
China es el segundo socio comercial más grande de Colombia a nivel mundial (después de los Estados Unidos). En 2020, ambas naciones celebraron 40 años de relaciones diplomáticas.

## Visitas de alto nivel
Visitas de alto nivel de China a Colombia
- Primer Ministro Zhao Ziyang (1985)
- Vicepresidente Xi Jinping (2009)

Visitas de alto nivel Colombia a China
- Presidente Ernesto Samper (1996)
- Presidente Andrés Pastrana (1999)
- Presidente Álvaro Uribe Vélez (2005)
- Vicepresidente Francisco Santos Calderón (2006)
- Presidente Juan Manuel Santos (2012)
- Presidente Iván Duque (2019)
- Presidente Gustavo Petro (2023)

## Acuerdos Bilaterales
Ambas naciones han firmado varios acuerdos bilaterales como un Acuerdo Comercial (1981); Acuerdo de Cooperación Científica y Técnica (1981); Acuerdo sobre el proyecto Plan de Prevención y Protección contra Incendios Forestales en Colombia (1997); Memorando de Entendimiento de Cooperación en la Lucha Contra el Tráfico Ilícito de Estupefacientes y Sustancias Psicotrópicas y Delitos Conexos (1998); Tratado de Asistencia Judicial en Materia Penal (1999); Acuerdo de Cooperación Económica y Técnica (2007); Acuerdo para la Promoción y Protección de Inversiones (2008); Acuerdo para la Prevención del Robo, Excavación Clandestina e Importación y Exportación Ilícitas de Bienes Culturales (2012); y un Tratado sobre el Traslado de Personas Condenadas (2019).

## Misiones diplomáticas
- China tiene una embajada en Bogotá.[6]
- Colombia tiene una embajada en Pekín y consulados-generales en Guangzhou, Hong Kong y Shanghái.[7]

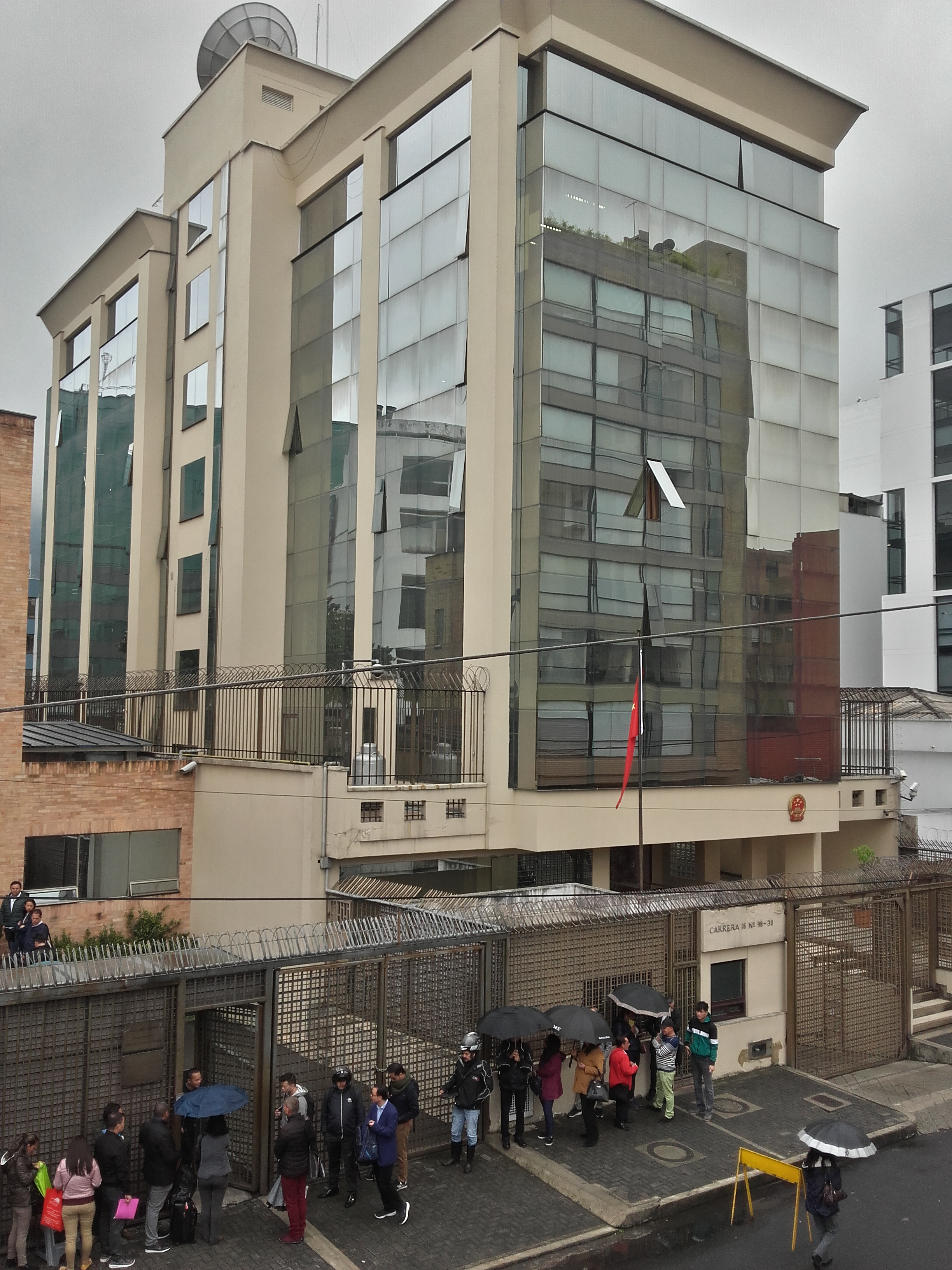
Embajada de China en Bogotá
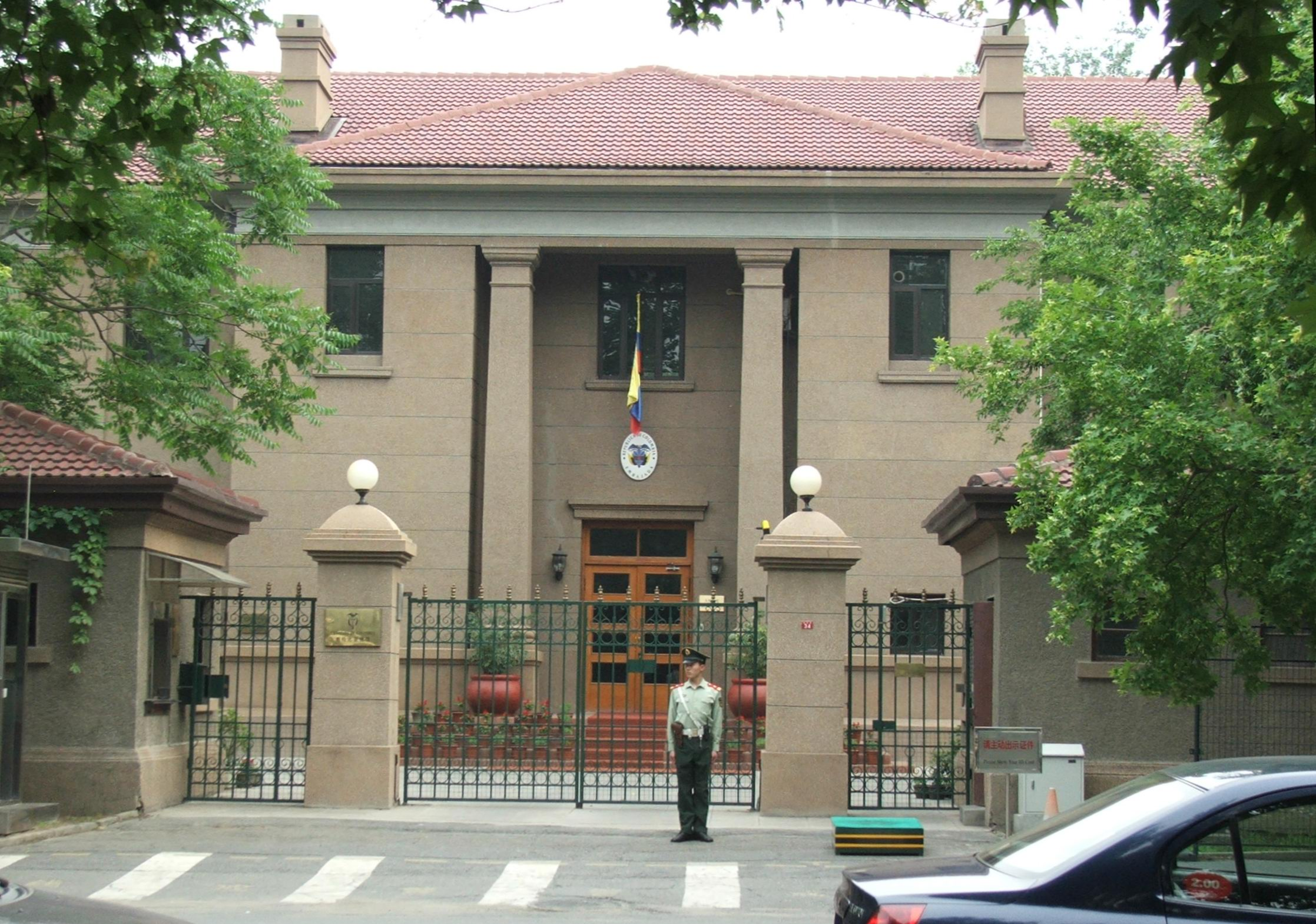
Embajada de Colombia en Pekín